# پمپ‌بنزین (نقاشی)
پمپ‌بنزین یک نقاشی رنگ‌روغن کشیده شده در سال ۱۹۴۰ میلادی توسط نقاش آمریکایی ادوارد هاپر است. این اثر یک پمپ‌بنزین در کشور آمریکا را نشان می‌دهد که در انتهای یک بزرگراه قرار گرفته‌است.

## خلق
سوژه این اثر ترکیب چند پمپ بنزین است که ادوارد هاپر از آن‌ها دیدن کرده‌است. به گفتهٔ همسر هاپر پمپ بنزین سوژه‌ای بود که او به مدت طولانی فکر کشیدن آن را داشته‌است. او برای کشیدن این موضوع با مشکل روبرو بوده‌است و نمی‌توانسته پمپ بنزینی که خود مد نظر داشته‌است را پیدا کند. یک مشکل این بوده‌است که یک پمپ بنزینی می‌خواسته‌است که چراغهای بالای پمپ آن روشن باشد. اما پمپ بنزین‌هایی که در همسایگی او بودند برای جلوگیری از اتلاف انرژی همگی تنها زمانی چراغها را روشن می‌کردند که هوا بسیار تاریک می‌شده‌است.

## مالکیت
مالکیت این اثر در دست موزه هنر مدرن شهر نیویورک است. این اثر از سال ۲۰۱۷ تاکنون به نمایش عموم در نیامده است.